# Kerstin Knabe
Kerstin Knabe, z domu Claus (ur. 7 lipca 1959 w Oschatz) – lekkoatletka reprezentująca barwy NRD, specjalizująca się w biegu na 100 metrów przez płotki.
W 1980 zajęła 4. miejsce na  olimpiadzie w Moskwie. W 1983 roku na Mistrzostwach Świata w Helsinkach wywalczyła srebrny medal. Brązowa medalistka mistrzostw Europy (Ateny 1982). Trzykrotnie sięgała po medale halowych mistrzostw Europy w biegu na 60 metrów przez płotki. 

## Rekordy życiowe
- bieg na 100 m przez płotki – 12,54 (1982)
- bieg na 60 m przez płotki – 7,89 (1986)